# Jacques-Vincent
Jacques-Vincent, nom de plume de Angèle Berthe Élise Venem, est une écrivaine française, née le 11 janvier 1849 à Aire-sur-la-Lys et morte le 1er décembre 1942 à Neuilly-sur-Seine.

## Biographie
En 1866, Angèle Berthe Venem épouse Joseph Dussaud en 1884 : ils ont un enfant, René Dussaud, archéologue et orientaliste. En 1889, elle se remarie avec Paul Arthur Bory d'Arnex, de cette union naquit Berthe, plus tard écrivain et orientaliste, plus connue sous le nom de Berthe Gaulis.
Elle accompagna son premier époux, entrepreneur de Travaux Publics, à Port-Saïd et Smyrne où elle puisa matière à deux de ses ouvrages, Ferdinand de Lesseps intime et Vaillante, ce que femme veut. 
De 1892 à 1914, elle tint un salon, le jeudi soir, dans son appartement situé au 10, avenue du Bois-de-Boulogne, « dont les hôtes assidus, parmi tout un essaim de brillants talents, furent Leconte de Lisle, Édouard Schuré, J. M. de Heredia, Anatole France, Camille Flammarion, Henri Opper de Blowitz », mais aussi « Daniel et Philippe Berthelot, J.-H. Rosny aîné, le peintre Benjamin-Constant, Albert Flament, Fernand Gregh, Ferdinand de Lesseps, Marguerite Eymery, dite Rachilde ».

## Œuvres
- Jacques de Trévannes, 1878[4] lire en ligne sur Gallica
- Le Retour de la Princesse, éd. 3, 1880
- Misé Féréol, 1880
- Le Cousin Noël, 1882
- La Comtesse Suzanne, 1885
- Vaillante, ce que femme veut, 1887, prix Montyon 1888 de l'Académie française
- Un bonheur, 1895
- Âme d'artiste, 1897
- Trois Amoureuses, 1901
- La plus heureuse des trois, comédie en 3 actes, jouée en 1911 au théâtre Réjane[5].
- Parisiennes de guerre (1915-1917), Éditions de la France, 1918
- Patricia, Éditions du Monde moderne, 1926
- Un salon parisien d'avant-guerre, avec douze hors-texte en héliogravure, Éditions Jules Tallandier, 1929 :
  - Première partie : • I. — Avenue du Bois de Boulogne • II. — Leconte de Lisle intime • III. — Leconte de Lisle intérieur • IV. — Édouard Schuré • V. — Anatole France • VI. — Mary Summer • VII. - Camille Flammarion • VIII. — Blowitz. — Les Lampottes • IX. — Le dîner des Nationalistes • X. — Mon salon à la halte.
  - Deuxième partie : • I. — L'aube de l'automobile • II. — Continuité • III. — Le triomphe de l'auto • IV. — L'année 1914.À noter une erreur de date, pages 92 à 96 : elle décrit sa dernière visite à Leconte de Lisle au printemps 1898, alors que celui-ci est mort en juillet 1894.
- Le Roman d'un scout, Éditions des Presses françaises, 1931
- La Belle Mademoiselle Lange, éditions de l'Arc-en-Ciel, 1932
- Le Canal de Suez. Ferdinand de Lesseps intime, Nouvelles éditions latines, 1935
- Nos filles, roman, Nouvelles éditions latines, 1937
- Dames et seigneurs du château des Ternes, Arrault et Cie, 1941
- Belgoderre, souvenirs de Corse, Tours, Arrault, 1941

## Iconographie
- anonyme, photographie du tableau de Léon Comerre (1887) Mme Bory d'Arnex, aux genoux, grand manteau, épreuve sur papier, h. 0.159 l. 0.097 m., Musée d'Orsay[6].